# Kiichi Miyazawa
Kiichi Miyazawa (Japans: 宮澤喜一, Miyazawa Kiichi) (Fukuchiyama (Kyoto), 8 oktober 1919 – Shibuya (Tokio), 28 juni 2007) was een Japans politicus van de Liberaal-Democratische Partij (LDP). Hij was premier van Japan van 1991 tot 1993.
Miyazawa was van 1953 tot 1987 lid van het Lagerhuis en van 1987 tot 2003 lid van het Hogerhuis en diende als partijleider van de LDP van 1991 tot 1993. Hij was minister van Economische Zaken in het kabinet-Sato III van 1970 tot 1971, minister van Buitenlandse Zaken in het kabinet-Miki van 1974 tot 1976, secretaris-generaal van het kabinet in het kabinet-Suzuki van 1980 tot 1982 en minister van Financiën in de kabinetten-Nakasone III en Takeshita van 1986 van 1988 en in de kabinetten-Obuchi en Mori I en II van 1998 tot 2001.
Ito Hirobumi · Kuroda Kiyotaka · Sanetomi Sanjo · Yamagata Aritomo · Matsukata Masayoshi · Ito Hirobumi · Kuroda Kiyotaka · Matsukata Masayoshi · Ito Hirobumi · Okuma Shigenobu · Yamagata Aritomo · Ito Hirobumi · Saionji Kinmochi · Katsura Tarō · Saionji Kinmochi · Katsura Tarō · Saionji Kinmochi · Katsura Tarō · Yamamoto Gonnohyōe · Ōkuma Shigenobu · Terauchi Masatake · Hara Takashi · Uchida Kosai · Takahashi Korekiyo · Katō Tomosaburō · Uchida Kosai · Yamamoto Gonnohyōe · Kiyoura Keigo · Katō Takaaki · Wakatsuki Reijirō · Tanaka Giichi · Osachi Hamaguchi · Kijūrō Shidehara · Osachi Hamaguchi · Wakatsuki Reijirō · Inukai Tsuyoshi · Takahashi Korekiyo · Saitō Makoto · Keisuke Okada · Fumio Gotō · Keisuke Okada · Kōki Hirota · Senjūrō Hayashi · Fumimaro Konoe ·
Hiranuma Kiichirō · Nobuyuki Abe · Mitsumasa Yonai · Fumimaro Konoe · Hideki Tojo · Kuniaki Koiso · Kantarō Suzuki · Prins Higashikuni Naruhiko · Kijūrō Shidehara · Shigeru Yoshida · Tetsu Katayama · Hitoshi Ashida · Shigeru Yoshida · Ichirō Hatoyama · Tanzan Ishibashi · Nobusuke Kishi · Tanzan Ishibashi · Nobusuke Kishi · Hayato Ikeda · Eisaku Satō · Kakuei Tanaka · Takeo Miki · Takeo Fukuda · Masayoshi Ōhira · Masayoshi Ito · Zenko Suzuki · Yasuhiro Nakasone · Noboru Takeshita · Sōsuke Uno · Toshiki Kaifu · Kiichi Miyazawa · Morihiro Hosokawa · Tsutomu Hata · Tomiichi Murayama · Ryutaro Hashimoto · Keizo Obuchi · Mikio Aoki · Keizo Obuchi · Yoshiro Mori · Junichiro Koizumi · Shinzo Abe · Yasuo Fukuda · Taro Aso · Yukio Hatoyama · Naoto Kan · Yoshihiko Noda · Shinzo Abe · Yoshihide Suga · Fumio Kishida ·  Shigeru Ishiba
- Bibliothèque nationale de France: cb14915868h (data)
- CiNii: DA00551784
- Gemeinsame Normdatei: 133141101
- International Standard Name Identifier: 0000 0000 8173 214X
- Library of Congress Control Number: n83018908
- National Archives and Records Administration: 10568968
- Bibliotheek van het Japanse parlement: 00045687
- Nationale Bibliotheek van Tsjechië: mub20231209613
- Nationale Bibliotheek van Israël: 987007349660605171
- Nederlandse Thesaurus van Auteursnamen: 401574091
- Système universitaire de documentation: 12014672X
- Virtual International Authority File: 108366949
- WorldCat: E39PBJbtwkRhGqTWWbTrwGyyBP